# Josef Modl (Politiker)
Josef Modl (* 12. Mai 1931 in Bärnbach; † 19. März 2022) war ein österreichischer Politiker (SPÖ) und Glasmacher. Modl war von 1975 bis 1984 Abgeordneter zum Nationalrat.
Modl besuchte nach der Pflichtschule neun Monate lang die Volkswirtschaftsschule Graz und war ab 1948 als Glasmacher in der Glasfabrik Oberglas in Bärnbach tätig. Er engagierte sich ab 1960 als Gemeinderat in Bärnbach und war von 1963 bis 1965 Ortsparteivorsitzender der SPÖ Bärnbach. Zuvor war er ab 1950 Funktionär der Sozialistischen Jugend und Jugendfunktionär im Österreichischen Gewerkschaftsbund gewesen, 1957 stieg er zum Betriebsrat und 1959 zum Betriebsratsobmann auf. Nachdem er 1963 die Funktion des Zentralbetriebsrates der Firma Oberglas übernommen hatte, war er Aufsichtsrat der Firma Stölzle-Oberglas AG und vertrat die SPÖ vom 4. November 1975 bis zum 30. September 1984 im Nationalrat.
Modl starb am 19. März 2022 im Alter von 90 Jahren.